# Zele niger
Zele niger är en stekelart som beskrevs av Sharma 1985. Zele niger ingår i släktet Zele och familjen bracksteklar. Inga underarter finns listade i Catalogue of Life.